# Cattedrale metropolitana di Montevideo
La cattedrale dell'Immacolata Concezione e dei santi Filippo e Giacomo (in spagnolo: Catedral metropolitana de Montevideo) è il più importante edificio di culto cattolico della città di Montevideo, cattedrale metropolitana dell'omonima arcidiocesi.

## Storia
Una prima chiesa in mattoni fu costruita sul sito dell'odierna cattedrale nel 1740. Cinquant'anni dopo fu posta la prima pietra del nuovo tempio, progettato inizialmente dal portoghese José Custodio de Sáa y Faría e successivamente completato da Tomás Toribio secondo uno stile neoclassico d'impronta spagnola.
Nel 1804, nonostante la facciata, la cupola e le torri non fossero state ultimate ed il pavimento fosse ancora in terra battuta, la nuova chiesa fu ufficialmente consacrata dal vescovo di Buenos Aires José Benito de Lué y Riega. Nel 1860 furono ultimati i lavori della facciata sotto la direzione dello svizzero Bernardo Poncini, il quale provvide ad applicare alcuni elementi italianeggianti, come capitelli corinzi al posto di quelli ionici ed il bugnato sulle pareti delle torri campanarie.
Nel 1878, con l'istituzione della diocesi di Montevideo da parte di papa Pio IX, la chiesa fu elevata al rango di cattedrale. Diciannove anni dopo Leone XIII eleverà la diocesi locale al rango di arcidiocesi, conferendo così alla cattedrale dell'Immacolata Concezione il titolo di cattedrale metropolitana. Tra il 1941 e il 1949 la facciata fu restaurata da Ruano, il quale provvide ad eliminare da essa alcuni elementi, come il bugnato sulle pareti delle torri e sostituirne altri, come i capitelli corinzi rimpiazzati da quelli ionici. Tra il 1960 e il 1970 furono abbattuti alcuni edifici situati tra i contrafforti della cattedrale, lungo il lato su calle Sarandí. Nel 1975 l'edificio è stato proclamato monumento storico nazionale.

## Descrizione
La facciata, compresa tre due torri campanarie sormontate ognuna da un cupolino, è scandita da quattro colonnate ioniche. Presenta due ordini orizzontali separati da un cornicione. Nell'ordine inferiore un portico sopraelevato a tre archi precede i tre portali. L'ordine superiore invece presenta nelle parti laterali due finestroni, mentre in quella centrale un rosone. La parte centrale della facciata è sormontata da un frontone centinato a spioventi spezzati sormontato da quattro statue. L'interno, suddiviso in tre navate, presenta una pianta basilicale con crociera sormontata da una cupola. 
Al suo interno sono sepolti alcuni importanti personaggi della storia politica, militare e religiosa del Paese sudamericano come: Antonio María Barbieri, Venancio Flores, Juan Antonio Lavalleja, Fructuoso Rivera e Joaquín Suárez.